# Mantissa Plantarum
Mantissa Plantarum, (abreviado: Mant.Pl. y título completo: Mantissa plantarum. Generum editionis VI. Et specierum editionis II, es un libro de botánica, escrito por Carlos Linneo que publicó en el año 1767 como un apéndice del segundo volumen de la duodécima edición de Systema naturae.